# Azacualpa (Honduras)
Azacualpa (uit het Nahuatl: "In de piramide") is een gemeente (gemeentecode 1604) in het departement Santa Bárbara in Honduras. De gemeente grenst aan Guatemala.
Het dorp maakte deel uit van de gemeente Macuelizo tot het in 1960 een zelfstandige gemeente werd. Het ligt in de Vallei van Quimistán, aan de beek Quebrada Seca.

## Bevolking
De bevolking is als volgt verdeeld:
| Vrouwen | 11.216 | 51,7% |
| Mannen  | 10.477 | 48,3% |

## Dorpen
De gemeente bestaat uit tien dorpen (aldea), waarvan de grootste qua inwoneraantal: Azacualpa (code 160401) en Agualote (160402).